# Comuna Biivți, Lubnî
Biivți (în ucraineană Біївці) este o comună în raionul Lubnî, regiunea Poltava, Ucraina, formată din satele Biivți (reședința), Horobii și Ienkivți.

## Demografie
Componența lingvistică a comunei Biivți
     Ucraineană (97,3%)
     Rusă (2,27%)
     Alte limbi (0,43%)
Conform recensământului din 2001, majoritatea populației comunei Biivți era vorbitoare de ucraineană (97,3%), existând în minoritate și vorbitori de rusă (2,27%).